# Samsung Galaxy A72
O Samsung Galaxy A72 é um smartphone Android desenvolvido e fabricado pela Samsung Electronics. Faz parte da série Galaxy A, voltada para o mercado intermediário. A empresa divulgou este telefone em 17 de março de 2021.

## Especificações

### Software
O aparelho sai de fábrica com sistema operacional móvel Android 11 sob a interface One UI 3.1.1, da Samsung.